# Trupanea diversa
Trupanea diversa är en tvåvingeart som först beskrevs av Christian Rudolph Wilhelm Wiedemann 1830.  Trupanea diversa ingår i släktet Trupanea och familjen borrflugor. Inga underarter finns listade i Catalogue of Life.